# Кафельников, Владимир Юльевич
Влади́мир Ю́льевич Ка́фельников (р. 23 августа 1951, Керчь) — советский, украинский трубач и музыкальный педагог, солист ЗКР АСО Ленинградской филармонии и французского национального оркестра Бордо — Аквитании, доцент Ленинградской консерватории, Заслуженный артист РСФСР (1986).

## Биография

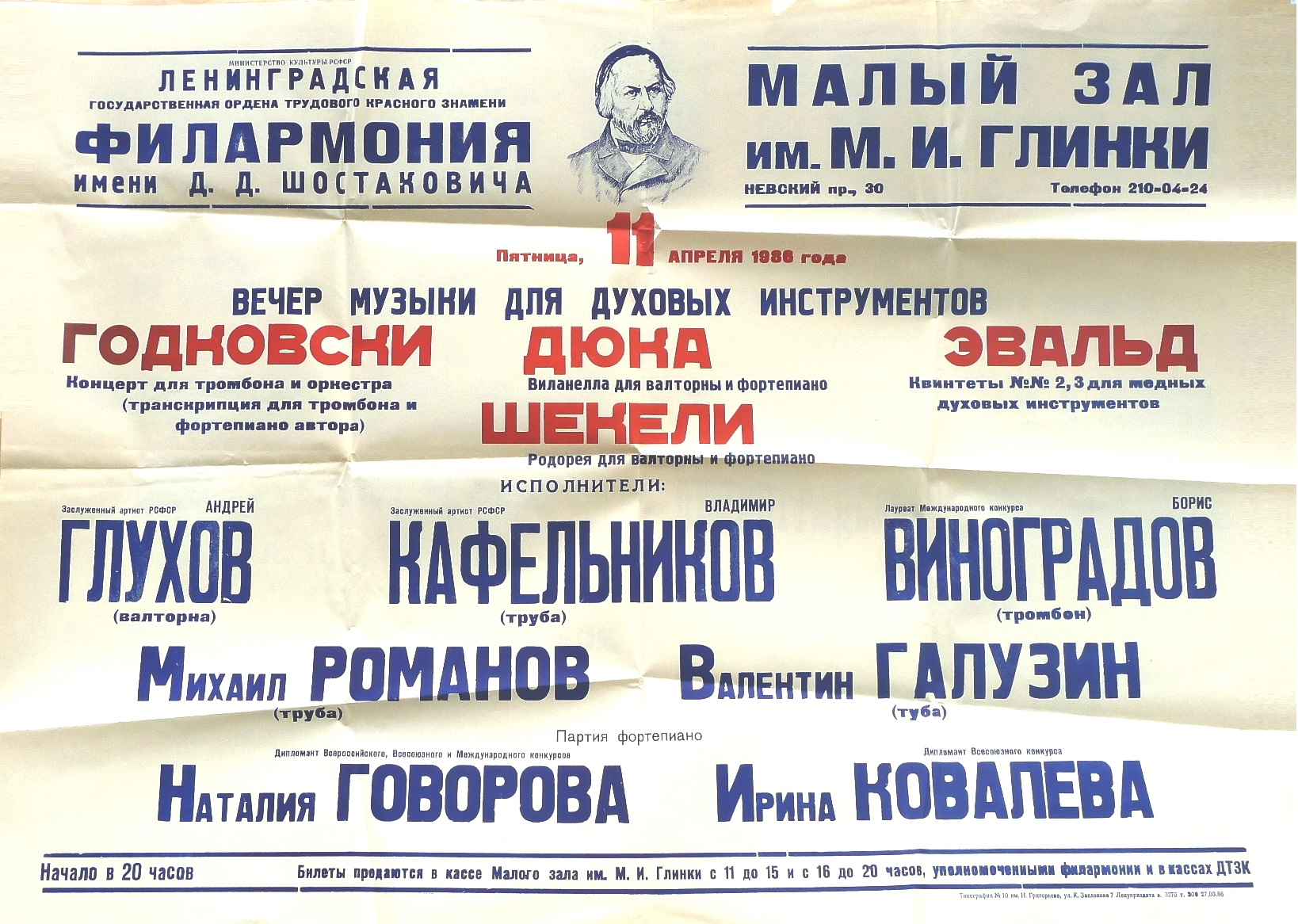
Одна из концертных афиш Владимира Кафельникова, 1986 год, Малый зал Ленинградской филармонии

Окончил в 1970 году Винницкое музыкальное училище им. Н. Леонтовича (класс В. Гуцала), в том же году поступил в Киевскую консерваторию и окончил её в 1975 году в классе профессора Николая Бердыева.
10 лет (с 1970 года по 1980 год) являлся солистом-концертмейстером группы труб симфонического оркестра Киевского театра оперы и балета им. Т. Г. Шевченко.
В 1980 году выиграл конкурс на место солиста — концертмейстера группы труб в Заслуженный коллектив АСО Ленинградской филармонии, участвовал под руководством главного дирижёр Евгения Мравинского в концертах, записях и гастролях этого оркестра в СССР и во многих странах мира, а также работал со многими знаменитыми дирижёрами. Активно участвовал в концертной жизни Ленинграда, в том числе в составе квинтета медных духовых инструментов, в который также входили трубачи: В. А. Малков и Ю. А. Большиянов, валторнист В. М. Буяновский, тромбонист В. Ф. Венгловский и тубист В. В. Галузин.
Народный артист СССР композитор Тихон Хренников так писал о Владимире Юльевиче:
Для творческого облика Кафельникова характерны изумительная техника, чистота и красочность звука, певучесть, безукоризненная верность интонации, глубокое постижение музыкального содержания произведения. Его искусство сочетает в себе техническое совершенство и благородство исполнительского стиля, кристальную ясность фразировки, точность отделки деталей, содержательность и виртуозный блеск. Он одинаково успешно интерпрретирует произведения различных эпох, его игра захватывает эмоциональным подъёмом, подчас драматическим накалом.
В 1981 году начал вести класс трубы в Ленинградской консерватории, в 1986 году Указом Президиума Верховного Совета РСФСР (от 13.01.1986) удостоен почётного звания Заслуженный артист РСФСР, в 1987 году получил научное звание доцент.
С 1991 года по 2012 год являлся солистом французского национального симфонического оркестра Бордо — Аквитании. Ведёт активную концертную деятельность, выступая в качестве солиста с различными ансамблями и симфоническими оркестрами, исполнял вместе с пианистом Барри Дугласом и ОНБА концерт Д.Шостаковича для фортепиано, трубы и струнного оркестра № 1, занимается преподавательской деятельностью.
Дети: дочь Валерия Кафельникова (1979 г.р.).

## Награды и звания
- Лауреат Украинского республиканского конкурса музыкантов-исполнителей (Киев, 1977)
- Заслуженный артист РСФСР (Указ Президиума Верховного Совета РСФСР от 13 января 1986 года)

## Жюри конкурсов
- XVII Международный конкурс им. П. И. Чайковского, Москва/Санкт-Петербург, 2023 год — член жюри (медные духовые)[7]

## Аудиозаписи
- Johann Sebastian Bach. 2 арии № 3, 8 из оперы «Магнификат»
Владимир Кафельников (труба), Лариса Грабко (фортепиано), Мелодия: № 312
- Генри Пёрселл. Соната для трубы и органа ре мажор (Камерная музыка 17-18 вв.)
Владимир Кафельников (труба), Александр Сердюк (орган), Мелодия: № 315

## Видео
- Анатолий Затин. Концерт для трубы, фортепиано и струнного оркестра (1987, Ленинград, Капелла)
Владимир Кафельников (труба), Анатолий Затин (фортепиано) и струнная группа оркестра Капеллы
- 28.06.2023, Санкт-Петербург, Мариинский театр, зал С. Прокофьева
мастер-класс Владимира Кафельникова